# کونتور سینقا (پارورو)
کونتور سینقا (به اسپانیایی: Kuntur Sinqa) یک کوه در پرو است که در Peru, Cusco Region, Paruro Province واقع شده‌است. کونتور سینقا ۴٬۲۵۶٫۸ متر بالاتر از سطح دریا واقع شده‌است.